# Leporello
Leporello er Don Juans tjener i operaen Don Juan (Don Giovanni) af Mozart.
Leporello er specielt kendt for sin arie "Madamina, il catalogo è questo", hvori han opremser alle Don Juans erobringer. Den liste er grundlaget for begrebet "en leporelloliste", som dækker en endeløs opremsning og en "harmonikabog", tit for børn.
Rollen spilles i reglen af en komiker.
Leporello gør, hvad Don Juan forlanger, men han kan ikke skjule, når det forarger eller skræmmer ham, hvad han bliver sat til.
Socialt befinder han sig i bunden sammen med den navnløse tjenestepige. 
Da Don Juan fatter interesse for tjenestepigen, som også Leporello er forelsket i, ser han ingen udvej for at forhindre det.

## Curiosum
Leporellopapir eller Leporellolister er printerpapir i endeløse baner, foldet sammen i perforeringen mellem de enkelte ark, ofte med baggrundsfarvetryk, vekslende i tre og tre linjer. Brugt til statistikudskrifter og kartoteksudskrifter på linieprintere navnlig før fremkomsten af laserprintere og andre medier.